# Bandeira da Ossétia do Norte-Alânia
A Bandeira da Ossétia do Norte-Alânia é um dos símbolos oficiais da República de Ossétia do Norte-Alânia, uma subdivisão da Federação Russa. A bandeira foi aprovada pelo Parlamento da República em 24 de novembro de 1994.
Sob a União Soviética, a Ossétia do Norte tinham uma bandeira predominantemente vermelha com uma faixa azul no canto esquerdo, a foice e o martelo e as palavras "RASS da Ossétia do Norte", nas línguas osseta e russo. Pouco antes do colapso da União Soviética, foi substituído com o atual pavilhão, que foi aprovada em 2 de outubro de 1991.

## Descrição
Seu desenho consiste em um retângulo com proporção largura-comprimento de 1:2, dividido em três faixas horizontais de mesma altura nas cores branco, a superior, vermelha, a intermediária e amarela a inferior.

## Simbologia
Cores da bandeira representam:
- Branco -  pureza moral;
- Vermelho - bravura militar;
- Amarelo - abundância e graça (amarelo).

As cores também representam a estrutura social da antiga sociedade osseta, a qual era dividida em três grupos sociais que formam um conjunto orgânico: a
aristocracia militar, o clero, e as pessoas comuns.